# Nova Oselica
Nova Oselica je naselje v Občini Gorenja vas - Poljane.